# 1670 en science
| Années de la science : 1667 - 1668 - 1669 - 1670 - 1671 - 1672 - 1673    |
| Décennies de la science : 1640 - 1650 - 1660 - 1670 - 1680 - 1690 - 1700 |

Cet article présente les faits marquants de l'année 1670 en science.

## Événements
- 20 juin : Le moine chartreux Anthelme Voituret découvre une nouvelle étoile Nova sub capite Cygni, sous la tête du Cygne, Nova Vulpeculae 1670 devenue CK Vulpeculae[1].

- Le verrier de Nuremberg Heinrich Schwanhardt remarque que le verre est attaqué lorsqu'il est exposé à de la fluorite traitée à l'acide. Il utilise l'acide fluorhydrique en vapeur pour graver le verre[2].
- Création d'un jardin de plantes médicinales près du Palais de Holyrood par les docteurs Robert Sibbald et Andrew Balfour, à l'origine du Jardin botanique royal d'Édimbourg[3].

## Publications

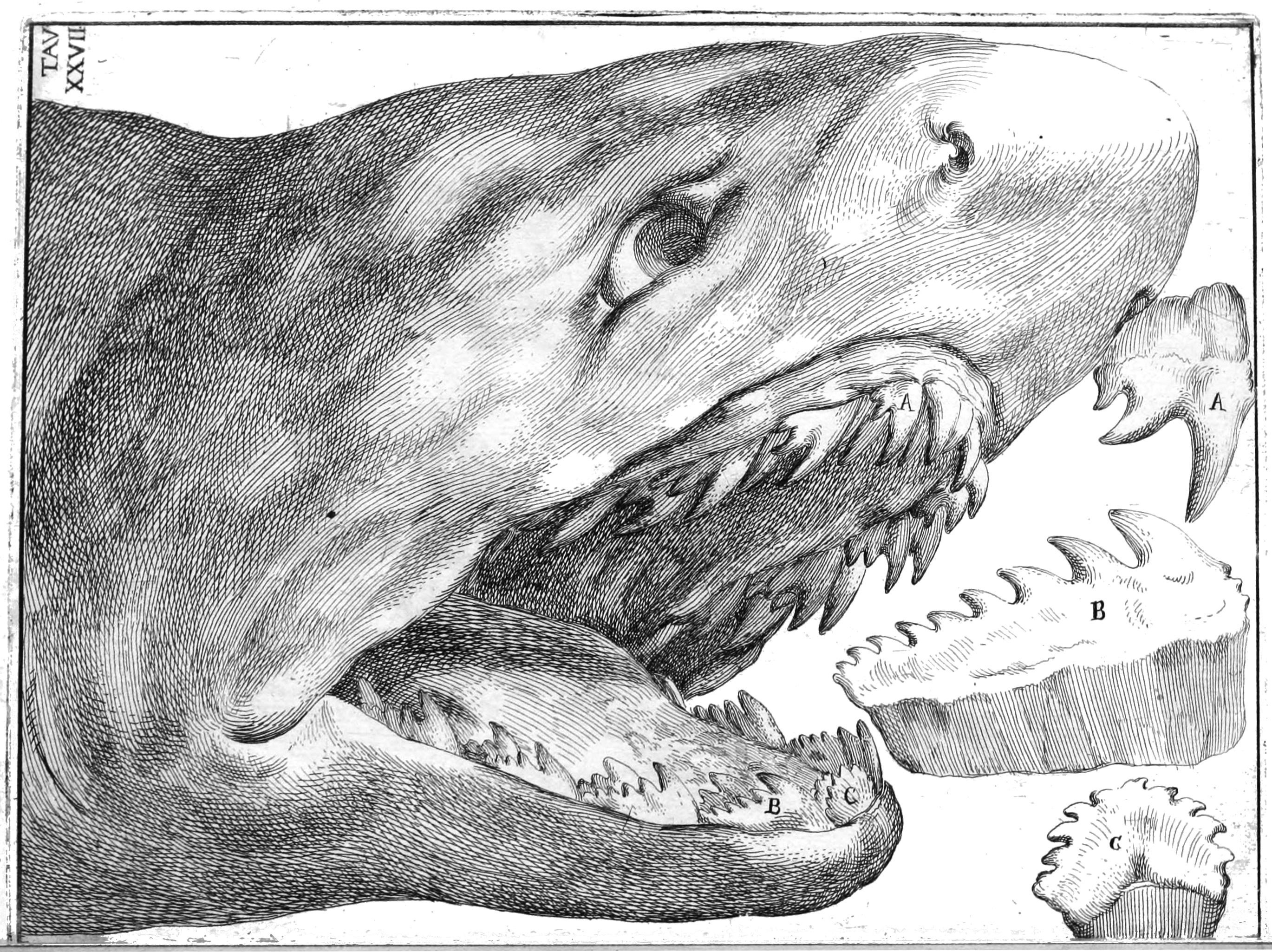
Dessin d'Agostino Scilla dans La vana speculazione disingannata dal senso.

- Réédition de la traduction par Bachet de l’Arithmetica de Diophante augmentée des remarques de Fermat et dans laquelle on trouve une grande partie des découvertes que ce dernier fit en théorie des nombres[4].

- John Ray : Catalogus plantarum Angliæ et insularum adjacentium, première flore anglaise.
- Agostino Scilla : La vana speculazione disingannata dal senso : lettera risponsiva circa i corpi marini, che petrificati si ritrovano in varii luoghi terrestri, Naples, 1670, in-4°. Il introduit une interprétation scientifique de la nature des fossiles[5].

## Naissances
- 6 novembre : François de Plantade (mort en 1741), astronome français.

## Décès

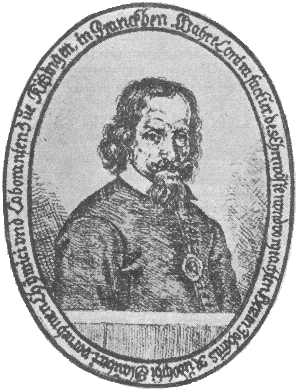
Johann Rudolf Glauber

- 17 janvier : Jean Leurechon (né en 1591), jésuite et mathématicien français.
- 10 mars : Johann Rudolf Glauber (né en 1604), chimiste allemand.
- 21 mai : Niccolò Zucchi (né en 1586), astronome, physicien et  jésuite italien.